# Zimní stadion Děčín
Zimní stadion Děčín je sportovní stadion v Děčíně, na kterém odehrává své domácí zápasy klub ledního hokeje HC Děčín. Jeho kapacita dosahuje 5 100 diváků. Stadion byl vybudován v roce 1969.